# Liste der denkmalgeschützten Objekte in Běhařov
Grundlage dieser Liste der denkmalgeschützten Objekte in Běhařov ist die ÚSKP-Liste (Ústřední seznam kulturních památek České republiky, deutsch Zentrale Liste der Kulturdenkmäler der Tschechischen Republik), die von der tschechischen Denkmalschutzbehörde NPÚ (Národní památkový ústav, deutsch Nationale Denkmalbehörde) seit 1987 geführt wird und an die seit dem Jahr 1850 geschaffenen Listen anschließt.

## Denkmalgeschützte Objekte nach Ortsteilen

### Běhařov
| Lage                 | Objekt            | Beschreibung      | ÚSKP-Nr.                  | Bild            |
| -------------------- | ----------------- | ----------------- | ------------------------- | --------------- |
| Ortsmitte (Standort) | Kirche hl. Prokop | Kirche hl. Prokop | 14572/4-2730 Info Katalog | weitere Bilder  |
| Běhařov 1 (Standort) | Schloss Běhařov   | Schloss           | 18455/4-2731 Info Katalog | Schloss Běhařov |

### Úborsko
| Lage                                                                 | Objekt                             | Beschreibung                       | ÚSKP-Nr.                  | Bild                               |
| -------------------------------------------------------------------- | ---------------------------------- | ---------------------------------- | ------------------------- | ---------------------------------- |
| südlich der Ortschaft, zwischen Eisenbahnlinie und Úhlava (Standort) | Kapellchen                         | Kapellchen                         | 33089/4-3458 Info Katalog | BW                                 |
| Dorfplatz (Standort)                                                 | Figurengruppe Kalvarienberg-Gruppe | Figurengruppe Kalvarienberg-Gruppe | 26091/4-3459 Info Katalog | Figurengruppe Kalvarienberg-Gruppe |